# Stenelaida
Stenelaida o Stenelada (in greco Σθενελαίδας?, Sthenelàidas; Sparta, ... – dopo il 431 a.C.) è stato un politico spartano, eforo del V secolo a.C..

## Biografia

### Storiografia
Nella lista cronologica degli efori ricostruita attraverso i nomi dei magistrati effettivamente menzionati nelle fonti classiche, Stenelaida compare come l'undicesimo eforo, dopo Elato, Asteropo, Chilone, Cleandrida, Autocrate, Daioco, Aristeo, Echemene, Evippo ed Ecprepe. La sua elezione si può far risalire al 433 a.C.
Gli efori erano un collegio di cinque magistrati, ma tra loro doveva certo esserci un archieforo che coordinava l'attività degli altri nel ruolo di presidente dell'Apella; se infatti si esclude l'ipotesi che gli efori presiedessero l'assemblea a rotazione, allora la lista di tali magistrati che ci è stata tramandata dev'essere quella degli epistati dell'Apella: Stenelaida può essere stato uno di questi. 

### Suffragium per discessionem
Stenelaida è citato in due capitoli del I libro delle Storie di Tucidide come l'eforo che, favorevole alla guerra contro Atene, propose di votare, nel 431 a.C., la dichiarazione di guerra secondo la modalità del suffragium per discessionem, invitando cioè i cittadini a indicare la propria volontà muovendosi verso un angolo preciso dell'assemblea, una prassi inusuale per l'Apella (in genere, infatti, in quest'assemblea si votava col sistema delle grida: passava cioè la mozione di chi riusciva ad affermare il proprio tono di voce).
Che sia stato proprio Stenelaida il primo a proporre questo tipo di votazione all'Apella è sostanzialmente confermato anche da un'osservazione parentetica di Simon Hornblower nel suo saggio The Greek World: nell'esemplificare episodi di discussione per discessionem nell'assemblea popolare spartana non ricorda sessioni anteriori al 431. 

### Dichiarazione di guerra
Nella celebre assemblea popolare che decretò a tutti gli effetti l'inizio della Guerra del Peloponneso, allorché i corinzi decisero di chiedere l'aiuto degli Spartani contro gli Ateniesi, che li assediavano a Potidea, Stenelaida pose come priorità per l'entrata in azione il dovere morale per gli Spartani di non abbandonare i propri alleati, andando altrimenti contro le loro consuetudini che, a differenza di quelle degli Ateniesi, dai tempi della guerra contro i persiani non si erano mutate e che facevano dei Lacedemoni i veri paladini della libertà dei popoli greci.
Stenelaida è nominato anche da Pausania nel III libro del suo Periegesi, quello dedicato alla Laconia: anche qui l'eforo è indicato come il maggiore responsabile dello scoppio della Guerra del Peloponneso.

### Discendenza
L'eforo è quasi certamente padre di quell'Alcamene che, come Tucidide scrive nel libro VIII della sua opera, fu inviato dal re spartano Agide II come comandante militare in Eubea all'indomani della disfatta ateniese in Sicilia.